# Li Bai
En aquest nom xinès, el cognom és Li.
Li Bai (xinès (Xina): 李白)  (Suyab i Jiangyou, 19 de maig de 701 - Dangtu County, 30 de novembre de 762) Li Po o Li Tai Po, fou un poeta xinès nascut a Chengdu, província de Sichuan. Va formar part del grup dels "8 immortals de la copa de vi", un grup de poetes amants de la disbauxa. Va viure durant la dinastia Tang, edat d'or de la cultura xinesa i se'l considera un dels millors poetes xinesos; junt amb Du Fu, sovint se'ls considera els dos poetes més grans en la història literària de la Xina. Aproximadament, 1.100 dels seus poemes romanen fins avui. Les primeres traduccions en una llengua occidental es publicaren el 1862; foren del marquès d'Hervey de Saint-Denys a un llibre titulat Poésies de l'Époque des Thang.
Li Bai va passar la major part de la seva vida viatjant per la Xina. Influenciat pel pensament taoista, va ser sensible als aspectes fantàstics de la natura salvatge. La seva obra expressa la seva personalitat, que refusava les restriccions. La seva vida més o menys llegendària va inspirar obres i relats.

## Variants del nom
Li (李) és el seu cognom; no obstant això, ha estat conegut amb diversos noms. El seu prenom és escrit amb el caràcter xinès (白), que és romanitzat de manera diversa, com a Po, Bo, Bai, Pai, i altres variants. Fins i tot en pinyin hi ha una certa ambigüitat, ja que Bái n'és la variant comuna i Bó la variant literària. El seu nom de cortesia fou Taibai (Tai-pai; 太白), literalment 'Gran Blanc', que era també l'antic nom xinès per al planeta Venus (posteriorment, el terme Estrella Daurada va reemplaçar Gran Blanc com a nom del planeta). Així doncs, combinant el cognom amb el nom de cortesia, el seu n'apareix en variants diverses, com ara Li Taibo, Li Taibai, Li Tai-po, i d'altres. Amb menys freqüència, se'l pot trobar també amb el pseudònim (hao) Qīnglián Jūshì (Ching-lien Chu-shih; 青蓮居士), que significa 'Gahapati del Lotus Blau', o amb els pseudònims poètics Transcendent (Xinès tradicional: 詩仙, simplificat: 诗仙, pinyin: Shīxiān, Wade-Giles: Shih¹-hsien¹), Immortal del Vi (xinès tradicional: 酒仙, pinyin: Jiǔxiān, Wade-Giles: Chiu3-hsien¹), Desterrat Transcendent (xinès tradicional: 謫仙人, pinyin: Zhéxiānrén, Wade-Giles: Che²-hsien¹-jen²), Poeta Cavaller Errant (xinès tradicional: 詩俠, simplificat: 诗侠, pinyin: Shīxiá, Wade-Giles: Shih¹-hsia², o Poeta Heroi). En les obres que s'han traduït a l'anglès passant pel japonès, el seu nom pot aparèixer com a Ri Haku o Ri Taihaku. Totes aquestes variants i més estan històricament documentades. Generalment, ell es referia a si mateix com a "白".

## Biografia
Els dos llibres de Tang, El Llibre Vell de Tang i El Nou Llibre de Tang són les fonts primàries del material bibliogràfic sobre Li Bai. Altres fonts inclouen evidències internes de poemes de Li Bai o sobre ell.

### Ascendència i naixement
Es considera generalment que l'any de naixement de Li Bai és el 701. Va néixer en algun lloc de l'Àsia central. Aparentment, la seva família havia viscut al que avui és el sud-est de Gansu, i més tard es va traslladar a Jiangyou, prop de l'actual Chengdu, a la província de Sichuan, quan potser tenia uns cinc anys. Dos informes donats pels contemporanis Li Yangbing (un parent de la família) i Fan Chuanzheng afirmen que la seva família era originària del que actualment és el sud-est de Gansu. L'ascendència de Li es troba a Li Gao, fundador de l'estat de Liang occidental. Hi ha proves que suggereixen que durant la dinastia Sui, els seus ascendents, que llavors eren massa gent, molt probablement a causa del resultat d'algun crim, foren forçats a una forma d'exili des de la seva casa original en el que avui en dia és Gansu a algun lloc més a l'oest. Durant el seu exili, la família Li va viure a Suiye (Suyab, avui un jaciment arqueològic a l'actual Kirguizstan) i potser també a Tiaozhi (xinès tradicional: 條枝, simplificat: 条枝, pinyin: Tiáozhī), un estat trobat prop de Ghazni (Afganistan). Aquestes àrees estaven a l'antiga ruta de la Seda, i podria ser que els membres de la família Li fossin mercaders.
Mentre la seva mare estava embarassada d'ell, va tenir un somni en què una gran estrella blanca queia del cel. Això sembla que va contribuir a la idea que fos un immortal desterrat (un dels seus sobrenoms).

### Primers anys
El 705, quan Li Bai tenia quatre anys, el seu pare va traslladar la família en secret a Sichuan, prop de Chengdu, on va passar la seva infantesa. Actualment, n'hi ha un monument commemoratiu a la ciutat de Zhongba, Jiangyou, província de Sichuan.
Li Bai llegia molt, de petit, incloent-hi clàssics confucians com el Clàssic de poesia i el Clàssic d'història, com també altres materials astrològics i metafísics, que els seguidors de Confuci tendien a evitar. També es va interessar per altres activitats, com ara domesticar ocells salvatges i lluitar amb espases. Segons sembla, era expert en arts marcials; aquesta cita autobiogràfica de Li Bai ajuda a il·lustrar la vida salvatge que va tenir a Sichuan en la seva joventut:
| «        | "Quan tenia quinze anys, em vaig aficionar a la lluita amb espasa, i amb aquesta art vaig desafiar a força gent bona." | » |
| — Li Bai | |   |

Abans que tingués vint anys, Li havia lluitat i matat força gent, aparentment per raons de cavalleria, d'acord amb la tradició de cavaller errant (youxia).
El 720, fou entrevistat pel governador Su Ting, que el considerava un geni. Tot i que va expressar el desig de convertir-se en funcionari, mai no es va presentar a l'examen imperial.

### De camí a Chang'an

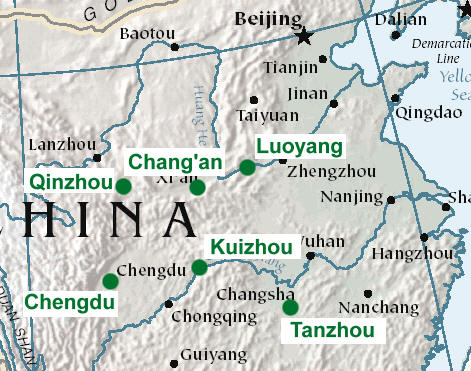
La Xina de Li Bai i Du Fu

Quan tenia uns vint anys, cap a l'any 725, Li Bai va marxar de Sichuan, navegant pel riu Iang-Tsé, a través del llac Dongting, per Nanjing, i començà així els seus dies d'errant. Després va tornar riu amunt, a Yunmeng, al que avui en dia és Hubei, on, segons sembla, es va casar amb la neta del primer ministre retirat Xu Yushi, amb un breu interludi. Durant el seu primer any del seu viatge, va conèixer persones famoses i va deixar molta de la seva riquesa a amics necessitats.
El 730, Li Bai es va quedar a la muntanya Zhongnan prop de la capital Chang'an (Xi'an), i va intentar (però va fallar) d'assegurar-se una posició. Va navegar riu avall el riu Groc, va parar vora Luoyang, i va visitar Taiyuan abans de tornar a casa.
El 735, Li Bai era a Shanxi, on va intervenir en una cort marcial contra Guo Ziyi, que, més tard, després de ser un dels generals més importants de Tang, li pagaria el favor, durant els disturbis d'An Shi.
Potser cap al 740, es va traslladar a Shandong. Fou a Shandong, en aquells temps, que va esdevenir un del grup conegut com els "Sis Ociosos del Rierol Bambú", un grup informal dedicat a la literatura i al vi.
Va errar per l'àrea de Zhejiang i Jiangsu, i es feu amic d'un famós sacerdot daoista, Wu Yun.
El 742, Wu Yun fou convocat per l'emperador per atendre a la cort imperial, i on va ser elogiat per aquest.

### A Chang'an

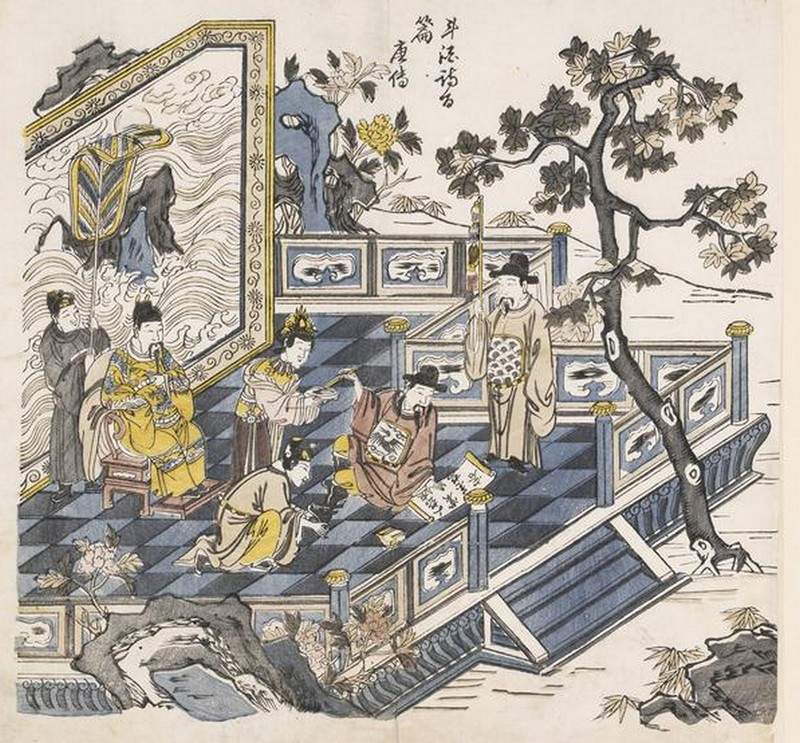
L'emperador Minghuang, assegut en una terrassa, observant Li Bai escrivint poesia, segons una il·lustració de la dinastia Ming

Els elogis per part de Wu Yun sobre Li Bai van fer que l'emperador també convoqués Li Bai a la cort de Chang'an, on va conèixer l'emperador Xuanzong de Tang (nascut amb el nom de Li Longji i conegut també com a Ming Huang). La seva personalitat va fascinar els aristòcrates i altra gent comuna, inclòs un altre taoista (i poeta), He Zhizhang, que li va atorgar el nom d'"El Transcendent acomiadat del Cel", o "l'Immortal Exiliat del Cel". De fet, després d'una audiència inicial, en què se li preguntà sobre la seva visió política, l'emperador quedà tan impressionat que va celebrar un banquet en honor seu. Es diu que en aquest banquet l'emperador, per mostrar-li el seu favor, va arribar al punt de condimentar personalment la seva sopa.
L'emperador Ming Huang va trobar un lloc de treball per a ell com a traductor, ja que Li Bai sabia parlar com a mínim una llengua que no fos el xinès. Ming Huang li va donar la feina a l'Acadèmia Hanlin, que va servir per proveir d'experiència intel·lectual i poètica a l'emperador.
Quan l'emperador ordenava que Li Bai anés a palau, sovint bevia, però podia comportar-s'hi.
Li Bai va escriure diversos poemes sobre la dona estimada de l'emperador Yang Guifei, la consort reial preferida.
Un cop, begut, Li Bai es va deixar les seves botes fangoses, i Gao Lishi, l'eunuc més poderós en l'àmbit polític de palau, fou requerit perquè li les portés davant de l'emperador. Gao s'ofengué en ser requerit per a aquest servei servil, i més tard va persuadir Yang Guifei perquè s'ofengués pels poemes de Li sobre ella.
Davant la persuasió de Yang Guifei i Gao Lishi, Ming Huang, de mala gana, però de forma educada i amb grans regals d'or i plata, va acomiadar Li Bai de la cort reial.

### Un altre cop errant
Després de deixar la cort, Li Bai va esdevenir formalment un taoista. Es feu una casa a Shandong, però errà aquí i allà durant els següents deu anys aproximadament, i també escrigué poemes.
Es va trobar amb Du Fu la tardor de l'any 744, i un altre cop l'any següent. Foren les dues úniques ocasions en què es van trobar. Encara sobreviuen una dotzena de poemes de Du Fu sobre o per a Li Bai, però només se'n conserva un de Li Bai a Du Fu, actualment.

### Guerra i exili

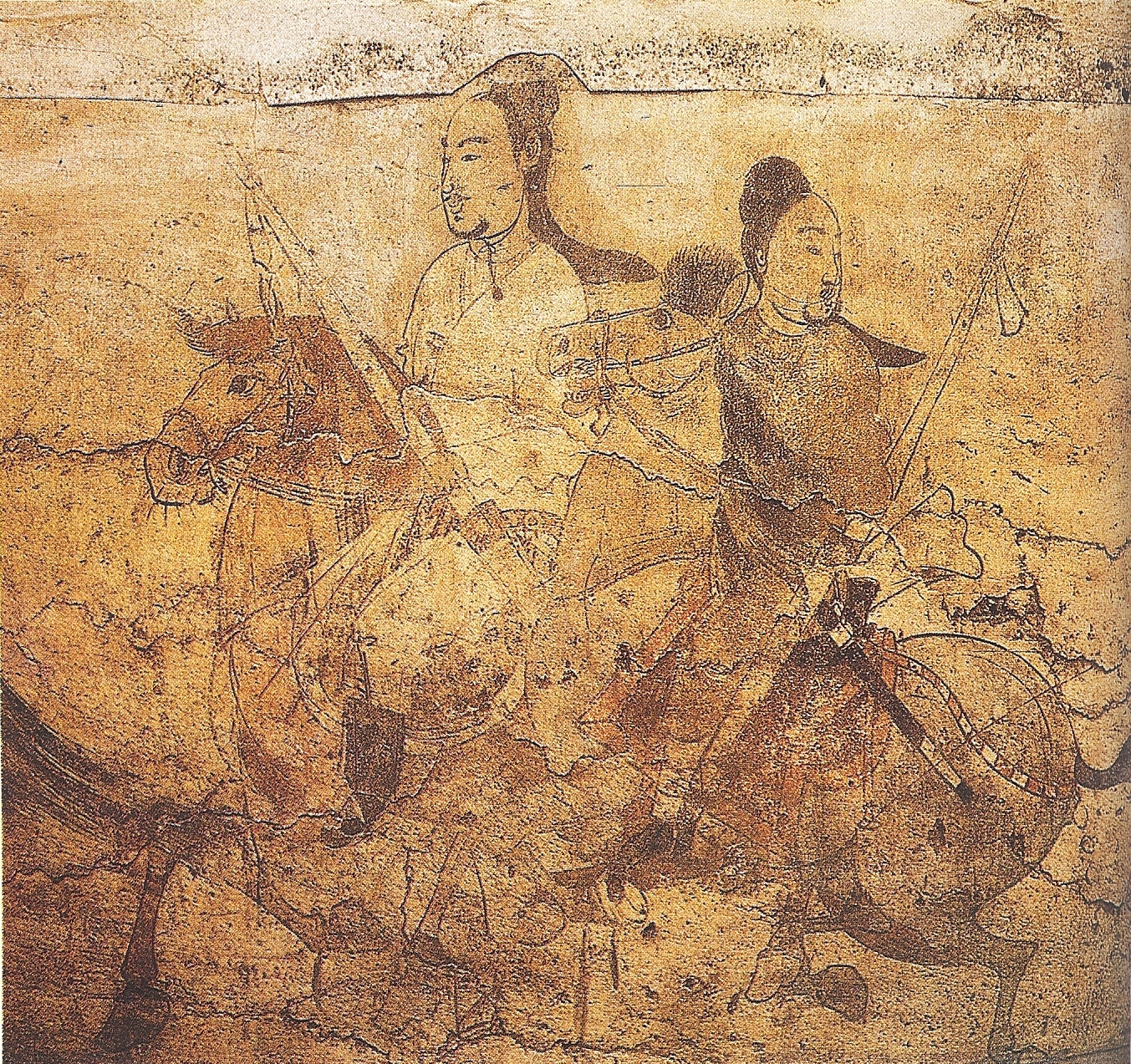
Genets a cavall, dinastia Qi septentrional, l'àrea general de la pàtria dels rebels, tot i que d'una data anterior

A finals de l'any 756, els desordres d'An Lushan es van escampar per tots els territoris. L'emperador va fugir a Sichuan; després, més tard, durant la confusió, el príncep es va autodeclarar cap del govern. Mentre els disturbis d'An Lushan continuaven, Li Bai fou conseller d'un dels fills de Ming Huan, que era lluny del principi de la llista de primogènits, tot i que aparentment va fer la seva pròpia candidatura al poder imperial. Amb la derrota de les forces del príncep, Li Bai va escapar, però més tard fou capturat i empresonat a Jiujiang, i sentenciat a mort. El famós i poderós general de l'exèrcit Guo Ziyi hi va intervenir: aquest era el mateix general a qui Li Bai havia salvat de la cort marcial un parell de dècades anteriors. Davant l'oferta del General Guo Ziyi d'intercanviar el seu rang d'oficial per la vida de Li Bai, la sentència de mort de Li Bai fou canviada per un exili: fou enviat a Yelang. Yelang (a Yunnan) era llavors a l'extrem remot de l'imperi. El camí cap a Yelang, Li Bai el va fer aturant-se en visites socials prolongades, i escrivint poemes de camí, en què deixà detallades descripcions del seu viatge per a la posteritat. L'avís del perdó imperial li va ser notificat a Li Bai abans fins i tot que estigués prop de Yelang.

### Retorn i errant altre cop
Quan Li va rebre la notícia de l'indult imperial, retornà ràpidament riu avall a Jiangxi, passant de camí per Baidicheng, i gaudint encara dels plaers del menjar, el beure, la bona companyia i escriure poesia: 
el seu poema "Sortint de Baidi al matí" registra aquesta etapa del viatge. Li no va deixar el seu estil de vida errant, però llavors limita generalment els viatges a Nanjing i a les dues ciutats de Xuancheng i Li Yang a Anhui (en el modern comtat de Zhao). Finalment, l'any 762, Li Yangbing, un parent de Li Bai, es va convertir en magistrat de Dangtu i Li Bai va anar a viure amb ell allà. Mentrestant, Suzong i Xuanzong es van morir en un curt període, i la Xina va tenir un nou emperador.

### Mort
El nou emperador, Daizong, nomenà Li Bai per al registre de la comandància militar d'esquerra el 762. No obstant això, en el moment en què l'edicte imperial va arribar a Dangtu, Anhui, Li Bai ja era mort.
Hi ha una llarga i de vegades extravagant tradició pel que fa a la seva mort, a partir d'incertes fonts, segons les quals Li Bai es va ofegar en caure del vaixell quan tractava d'abraçar el reflex de la lluna al riu Yang-tse, un fet que fins i tot va ser pres en consideració per Herbert Giles. Sembla, però, que la causa real fou bastant natural, tot i que potser estigué relacionada amb el seu difícil estil de vida. No obstant això, la llegenda que Li Bai va morir intentant abraçar el reflex de la lluna ha entrat en la cultura xinesa.

## Poesia
Se li atribueixen més de mil poemes, però l'autenticitat de molts n'és incerta. En els seus treballs, hi ha una presència molt clara de l'esperit taoista, tant en els sentiments i la manera com aquests s'expressen, com en el to espontani que fa servir. Tot i així, pel fet de la presència d'elements formals antics, també hi ha quelcom de la perspectiva moralista de Confuci.
Es deia que podia compondre a una velocitat sorprenent, sense haver de corregir el que era capaç de crear en un primer intent. La seva forma favorita era el jueju, que és una forma literària que consisteix en quartets de versos de cinc o set caràcters; d'aquest tipus d'obres, en va compondre unes 160. Aquests poemes són intensos i sovint fantàstics.
L'ús de llengua impressiona per la capacitat d'imaginació amb elements que es podrien considerar extravagants, i aconsegueix comunicar al lector d'una manera molt directa la seva llibertat d'esperit. Les interaccions de Li Bai amb la natura, l'amistat, el seu amor al vi i les seves observacions agudes i enginyoses sobre la vida, formen part dels seus millors poemes. En algunes obres, com en el Changgan xing, traduït per Ezra Pound com La muller del comerciant de riu: una carta, deixa constància de les dificultats i les emocions de la gent comuna. També va escriure un cert nombre de poemes que tractaven de les dones.
En els seus poemes, Li Bai intentava evitar l'ús de paraules obscures i referències històriques. A diferència d'altres antics poetes xinesos, com Du Fu, Li Bai no tenia necessitat de demostrar res al públic; en canvi, es podia permetre de concentrar-se en comunicar als lectors les seves sensacions genuïnes. La seva habilitat per a crear de manera extraordinària el que estava més enllà del que és habitual era un regal per als seus contemporanis, i potser és la raó principal per la qual se'l considerava el "déu de la poesia". El fet que els seus xinesos li posessin el sobrenom "詩仙" o shīxiān, que es tradueix literalment com a 'déu de la poesia', venia a demostrar aquesta capacitat excepcional. L'espontaneïtat de la seva llengua combinada amb l'ús d'elements extravagants plens d'imaginació ha distingit Li Bai de molt altres poetes de la història xinesa.
Com a seguidor de Lao Zi i practicant de taoisme durant la dinastia Tang, inclòs Xuanzong, i, sobretot, una persona lliure animada, Li Bai no mostrava un especial interès per Confuci i la seva ideologia. Consegüentment, ha estat sovint atacat pels neoconfucionistes "moralistes", ja des de la dinastia Song. Entre la gent comuna de la Xina, tanmateix, Li Bai és inqüestionablement el poeta més estimat.
Les crítiques a l'obra de Li Bai s'han centrat en el seu fort sentit de la continuïtat de la tradició poètica, la seva glorificació de les begudes alcohòliques (i, de fet, la franca celebració de l'embriaguesa), la seva utilització de la persona, els fantàstics extrems d'algunes de les seves imatges, el seu domini de les regles poètiques formals, i la seva habilitat per a combinar tot això amb un virtuosisme aparentment sense esforç per tal de produir una poesia inimitable.

### Treballs editats
Tot i que molts dels poemes de Li Bai han sobreviscut, són encara molts més els que s'han perdut. Des del punt de vista editorial, hi ha una certa dificultat quant a les diverses versions textuals dels seus poemes. Un dels primers esforços en el treball d'edició de Li Bai va ser fet pel seu parent Li Yangbing, al qual Li Bai finalment va confiar els seus manuscrits. Aquest era un parent de Bai i magistrat de Dangtu, i fou amb qui es va quedar en els seus últims anys.

### Tradició poètica
Li Bai tenia un fort sentit de si mateix com a part d'una tradició poètica. Burton Watson, comparant-lo amb Du Fu, diu que la seva poesia, "és essencialment un mirar enrere, que representa més d'un renaixement i el compliment de les promeses del passat i la glòria que una incursió en el futur." Watson afegeix, com a prova, que de tots els poemes atribuïts a Li Bai, al voltant d'un sisena part són en forma de yuefu o, en altres paraules, reelaborades lletres de balades populars tradicionals. Com a prova addicional, Watson cita l'existència d'una col·lecció de cinquanta-nou poemes de Li Bai Gu Feng titulada Gu Feng o A la manera antiga, que és, en part, homenatge a la poesia de les dinasties Han i Wei. La seva admiració per alguns poetes en particular es fa palesa també en al·lusions específiques, per exemple a Qu Yuan o Tao Yuanming, i ocasionalment a Du Fu.
Una apreciació més general per la història, es mostra en els seus poemes del gènere huaigu, o meditacions sobre el passat, en què després d'"un dels temes perennes de la poesia xinesa, el poeta contempla les ruïnes de la glòria passada."

### Extasiat amb el vi
John C. H. Wu va assenyalar que "mentre alguns poden haver begut més vi que Li [Bai], ningú no ha escrit més poemes sobre el vi." Els poetes clàssics s'associen sovint amb el consum de vi i Li Bai formava part del grup d'erudits xinesos a Chang'an que el seu company poeta Du Fu anomenà "Vuit Immortals del vi". Els xinesos, generalment, no consideren que prendre alcohol de manera moderada sigui immoral o no saludable. James J. Y. Liu comenta que zui en poesia “no vol dir ben bé de fet el mateix que borratxo, intoxicat, o ebri, sinó que més aviat significa que hom es transporta mentalment lluny de les pròpies preocupacions normals...". Liu tradueix a l'anglès el mot zui com a "rapt with wine”, o sigui "extasiat amb el vi". Els “Vuit Immortals,” tanmateix, bevien d'una manera desmesurada; amb tot i això, encara se'l veia com a agradables excèntrics. Burton Watson va concloure que "al principi, tots els poetes xinesos celebraven la seva alegria amb el vi, però 
cap d'ells ho feia d'una manera tan incansable i amb aquella mena de convicció tan genuïna com Li [Bai]."
El 1935, va aparèixer un llibre del poeta català Josep Carner titulat Lluna i llanterna, en què aquest fa diverses recreacions de poesia xinesa, a partir de les seves versions angleses. Una d'aquestes recreacions és un poema titulat La vida i el vi, en què podem apreciar aquest desmesurat amor pel vi que manifestava Li Bai:

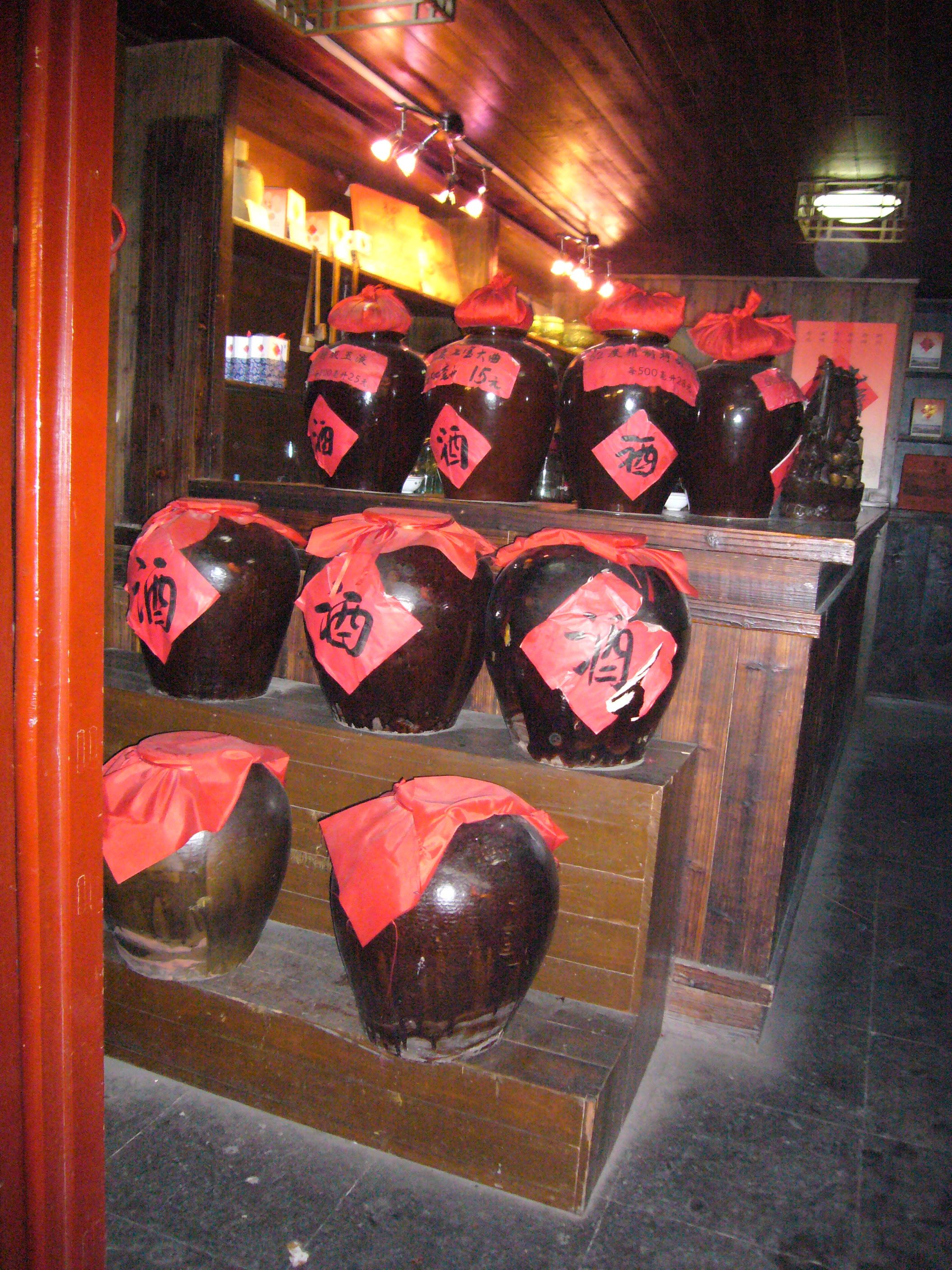
Vi d'arròs xinès

La vida i el vi
Sé que és un somni la vida entera.
Tràfec, pensades, fugiu d'ací.
Embriagar-se: la gran carrera.
Jeure tot dia sota l'ombrí.
Quan em desperto miro la prada.
Les flors estogen un cant novell.
Dic: -És la posta? Potser és l'albada?
-És primavera -xiula l'ocell.
Corprèn aqueixa bellesa. Falta
només la lluna, de cor manyac;
la cantaria fins que fos alta...
I bé, i encara rodo embriac.

La versió anglesa del poema de Li Bai, que va inspirar Carner, es titula Waking From Drunkenness on a Spring Day i és obra d'Arthur Waley:

Waking From Drunkenness on a Spring Day (春日醉起言志)
處世若大夢, Life in the world is but a big dream;
胡爲勞其生. I will not spoil it by any labour or care.
所以終日醉, so saying, I was drunk all the day,
頹然臥前楹. lying helpless at the porch in front of my door.
覺來盼庭前, when I awoke, I blinked at the garden-lawn;
一鳥花間鳴. a lonely bird was singing amid the flowers.
借問此何時, I asked myself, had the day been wet or fine?
春風語流鶯. the Spring wind was telling the mango-bird.
感之欲嘆息, moved by its song I soon began to sigh,
對酒還自傾. and, as wine was there, I filled my own cup.
浩歌待明月, wildly singing I waited for the moon to rise;
曲盡已忘情. when my song was over, all my senses had gone.

### Imatgeria fantàstica
Una característica important de la poesia de Li Bai "és la fantasia i la nota de sorpresa infantil i d'alegria que impregna gran part d'aquesta." Burton Watson atribueix això a la fascinació pels daoshi, monjos taoistes que practicaven l'alquímia i l'austeritat en les muntanyes, amb l'objectiu d'esdevenir xian, o éssers immortals. Hi ha un fort element del taoisme en les seves obres, tant en els sentiments que expressen com en el seu to espontani, i "molts dels seus poemes tracten de muntanyes, sovint descripcions d'ascensions que modulen a mig camí en viatges de la imaginació, passant del paisatge real de muntanya a visions de deïtats de la natura, els immortals i les 'donzelles' jade de la tradició taoista". Watson veu això com una altra afirmació de l'afinitat de Li Bai amb el passat, i una continuïtat amb les tradicions de les Chu Ci i els primers fu. Watson troba aquest "element de fantasia" darrere l'ús que Li Bai fa de la hipèrbole i les "juganeres" personificacions de les muntanyes i els objectes celestes.

### Nostàlgia
El crític James J. Y. Liu assenyala que "els poetes xinesos semblen estar perpètuament lamentant el seu exili i l'anhel de tornar a casa. Això pot semblar sentimental per als lectors occidentals, però cal recordar la immensitat de la Xina, les dificultats de comunicació... el fort contrast entre la vida de gran cultura a les principals ciutats i les dures condicions a les regions més remotes del país, i la importància de la família... "No és estrany, conclou, que la nostàlgia s'hagi convertit en un tema constant i, per tant, convencional, de la poesia xinesa".
Liu dona com a exemple principal el poema de Li "Enyor d'una nit calma", que és après sovint pels escolars a la Xina. El poema utilitza la llum de la lluna viva i imatges de la gebrada per a transmetre la sensació de nostàlgia. Hi ha diverses edicions del poema. En català tenim una versió a cura d'Eduard J. Verger:
Enyor d'una nit calma
Enfront del llit, un raig de lluna clar.
En terra, em dic, comença ja a gebrar?
Aixeque el cap: mire brillar la lluna.
Recline el cap: m’enyore de la llar.

## Influències
Li Bai ha influït sobre la cultura occidental en part a causa de les versions d'Ezra Pound d'alguns dels seus poemes, recollits a la seva obra Cathay, com la The River Merchant's Wife: A Letter (La muller del comerciant del riu: una carta). Les idees subjacents tingueren un impacte profund en la formació dels imaginistes americans i en la poesia modernista al llarg del segle xx.
Gustav Mahler integrà quatre peces de Li Bai en el seu cicle de cançons simfòniques Das Lied von der Erde. Aquests provenien d'una traducció alemanya lliure a càrrec de Hans Bethge, publicada en una antologia anomenada Die chinesische Flöte (La flauta xinesa), Bethge basà la seva versió en la traducció que realitzà en francès Léon d'Hervey de Saint-Denys.
També existeix una altra obra musical força sorprenent dels versos de Li Po a càrrec del compositor americà Harry Partch, Seventeen Lyrics by Li Po (Disset poemes de Li Po) per a veu i una viola adaptada (un instrument de pròpia invenció de Partch) sobre els textos que apareixen en The Works of Li Po, the Chinese Poet (Les obres de Li Po, el poeta xinès) traduïts per Shigeyoshi Obata.
Un dels poemes de Li Bao que Josep Carner va versionar al català, titulat La festitxola, va ser musicat per Mercè Torrents el 1962.

### En català
- Li, Bai; Ferrer, Alexandre (trad.). Poemes selectes.  El Perelló: Aeditors, 2008. ISBN 9788493643850.
- Li Bai. Ebri de lluna, traducció i notes d'Eduard J. Verger. (Carcaixent : Ed. 96, 2008). ISBN 978-84-95510-72-3
- Carner, Josep. Lluna i llanterna.  Sabadell: Edicions Proa, 1935 (La Mirada).

### En anglès
- Cooper, Arthur R.V.. Li Po and Tu Fu; poems selected and translated with an introductions and notes.  Harmondsworth: Penguin Books, 1973 (Penguin Classics).
- Holyoak, Keith James. Facing the moon : poems of Li Bai and Du Fu.  Durham, NH: Oyster River Press, 2007. ISBN 9781882291045.
- Li, Bai; Hinton, David (trad.). The selected poems of Li Po.  Nova York: New Directions Pub. Co., 1996. ISBN 0811213234.
- Varsano, Paula M. Tracking the banished immortal : the poetry of Li Bo and its critical reception (en anglès).  Honolulu: Unversity of Hawaii Press, 2003. ISBN 978-0-8248-2573-7.
- Beckwith, Christopher I. (2009): Empires of the Silk Road: A History of Central Eurasia from the Bronze Age to the Present. Princeton: Princeton University Press. ISBN 978-0-691-13589-2.
- Seth, Vikram (traductor) (1992). Three Chinese Poets: Translations of Poems by Wang Wei, Li Bai, and Du Fu. (Londres: Faber & Faber). ISBN 0-571-16653-9.
- Weinberger, Eliot. The New Directions Anthology of Classical Chinese Poetry. (Nova York: New Directions Publishing Corporation, 2004). ISBN 0-8112-1605-5. Introducció i comentaris de William Carlos Williams, Ezra Pound, Kenneth Rexroth, Gary Snyder i David Hinton.
- Wu, John C. H. (1972). The Four Seasons of Tang Poetry. Rutland, Vermont: Charles E. Tuttle. ISBN 978-0-8048-0197-3
- Watson, Burton (1971). Chinese Lyricism: Shih Poetry from the Second to the Twelfth Century. Nova York: Columbia University Press. ISBN 0-231-03464-4
- Edkins, Joseph (1888). "Li Tai-po as a Poet", The China Review, Vol. 17 No. 1 (1888 Jul). Consultat a Hong Kong Journals Online, 15 de febrer de 2014.
- Eide, Elling (1973). "On Li Po", a Perspectives on the T'ang. New Haven, London: Yale University Press, 367-403.
- Frankel, Hans H. (1978). The Flowering Plum and the Palace Lady. (New Haven and London: Yale University Press) ISBN 0-300-02242-5.
- Kroll, Paul (2001). “Poetry of the T’ang Dynasty,” a Victor H. Mair. ed., The Columbia History of Chinese Literature. (Nova York: Columbia University Press, 2001). ISBN  0231109849), pp. 274–313.
- Stephen Owen 'Li Po: a new concept of genius," a Stephen Owen. The Great Age of Chinese Poetry : The High T'ang. (New Haven Conn.: Yale University Press, 1981). ISBN  9780300023671.
- Waley, Arthur (1950). The poetry and career of Li Po (Nova York: MacMillan, 1950). ASIN B0006ASTS4.
- Obata, Shigeyoshi. The Works of Li Po, the Chinese Poet (en anglès). 1922a ed..  E.P. Dutton & Company, 1965 (reimpressió).